# Gaijin娛樂
Gaijin娛樂（英語：Gaijin Entertainment）是一家由俄羅斯成立，目前总部位于匈牙利布达佩斯的电子游戏开发商和发行商。该公司主要以其游戏《战争雷霆》、《創世战车》、《星际冲突》、《CRSED: F.O.A.D.》和《應徵入伍》而闻名。

## 历史
Gaijin娛樂于2002年在俄羅斯成立，他们的第一个重大项目是名爲《Adrenaline》的PC赛车游戏。在2012年成功推出《战争雷霆》后，公司在德国设立了一个办事处，以管理全球运营和市场营销。大约在2015年左右，公司将其分销业务从莫斯科迁至布达佩斯，其开发总部也随之迁移。根据匈牙利的税收记录，截至2022年1月，Gaijin娛樂在匈牙利有42名员工。
目前，所有Gaijin的在线游戏都是在德国、塞浦路斯和匈牙利运营的，而开发工作则分散在整个欧洲。公司目前总共有六个办事处：在德国的卡尔斯鲁厄、塞浦路斯的拉纳卡、匈牙利的布达佩斯、拉脱维亚的里加、阿拉伯联合酋长国的迪拜和亚美尼亚的埃里温。公司在这些办事处之间分布约200名员工，其中有60名驻扎在匈牙利总部。虽然公司仍然在俄罗斯的招聘网站上招聘人员，但所有的职位都是针对匈牙利、塞浦路斯、亚美尼亚、格鲁吉亚、塞尔维亚或黑山的候选人。
Gaijin娛樂在2020年占据了匈牙利软件行业利润的2.6％。
尽管Gaijin娛樂在2000年代制作了一些单人游戏，但该公司现在专注于免费在线游戏。根据Gaijin娛樂的首席程序员拉斯洛·佩内基（László Perneky）的说法，“公司里能够决定项目的人大多喜欢玩多人游戏”。

## 公司名稱來源
Gaijin这个名字来源于日语中的“外人”一词。根据安东·尤丁采夫(Anton Yudintsev)的说法，他曾梦想有朝一日进入日本市场，同时保持作为欧洲公司的本土特色，并接受他们在那里的外部地位。实际上，Gaijin娛樂在2009年发布的动漫风格动作游戏《X-Blades》中正式进入了日本市场。

## Dagor 引擎
Dagor 引擎是由Gaijin娛樂在《战争雷霆》、《應徵入伍》、《CRSED: F.O.A.D.》等游戏中使用的开源游戏引擎。它于2023年根据BSD-3许可证进行了开源。引擎的最初版本由Gaijin娛樂开发，2005年成立了独立的公司Dagor Technologies，以进行持续开发。目前，该引擎集成了诸如PhysX物理引擎等技术，并自《战争雷霆》发布以来已更新至6.5版本。Dagor 引擎的进一步开发則有Gaijin娛樂在布達佩斯的辦公室所負責。

## 爭議
在2021年1月，頓巴斯YouTube频道“High Caliber Mayhem”发布了一段影片，其中出现了《战争雷霆》和《創世战车》的标志，随后Gaijin娛樂被指责间接资助乌克兰东部战争中的亲俄分离分子。High Caliber Mayhem否认与分离分子武装有任何联系，并发布了一份解释，声称该频道所有广告的收入都用于对平民的人道主义援助。展示《战争雷霆》广告的视频已从High Caliber Mayhem的YouTube频道中删除。
针对争议，Gaijin娛樂表示：“我们不在任何地方向任何人提供政治支持。我们对政治一无所知，更愿意远离它。在涉及影片中的广告的代理意识到他们可能卷入政治讨论时，他们将其撤下。”